# Organizacje kombatanckie

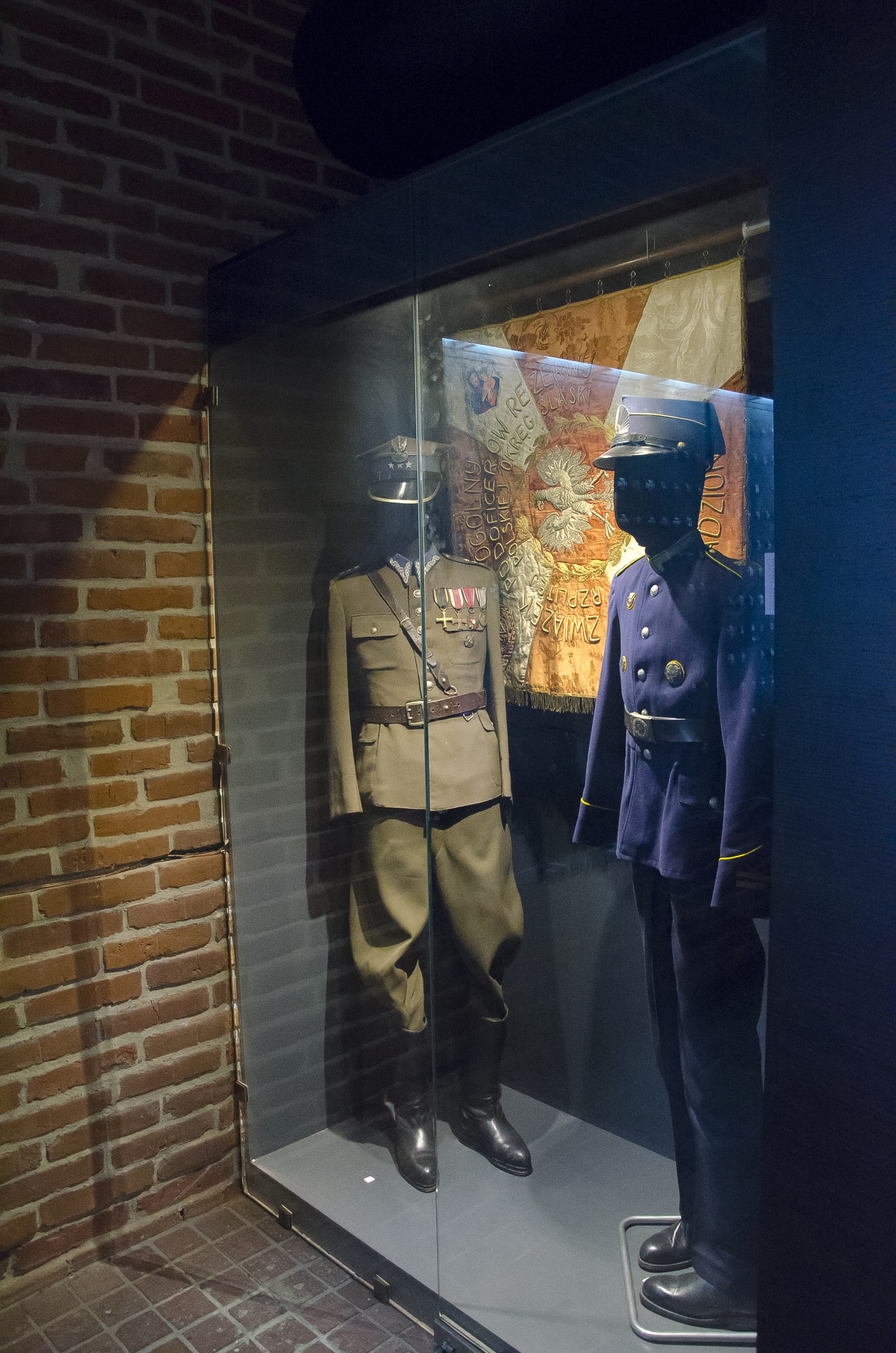
Sztandar Związku Podoficerów Rezerwy Rzplitej Polskiej Okręg Śląski w Muzeum Armii Krajowej w Krakowie

## Organizacje kombatanckie w II Rzeczypospolitej
- Ogólny Związek Podoficerów Rezerwy Rzplitej Polskiej Okręg Śląski

## Federacja Polskich Związków Obrońców Ojczyzny

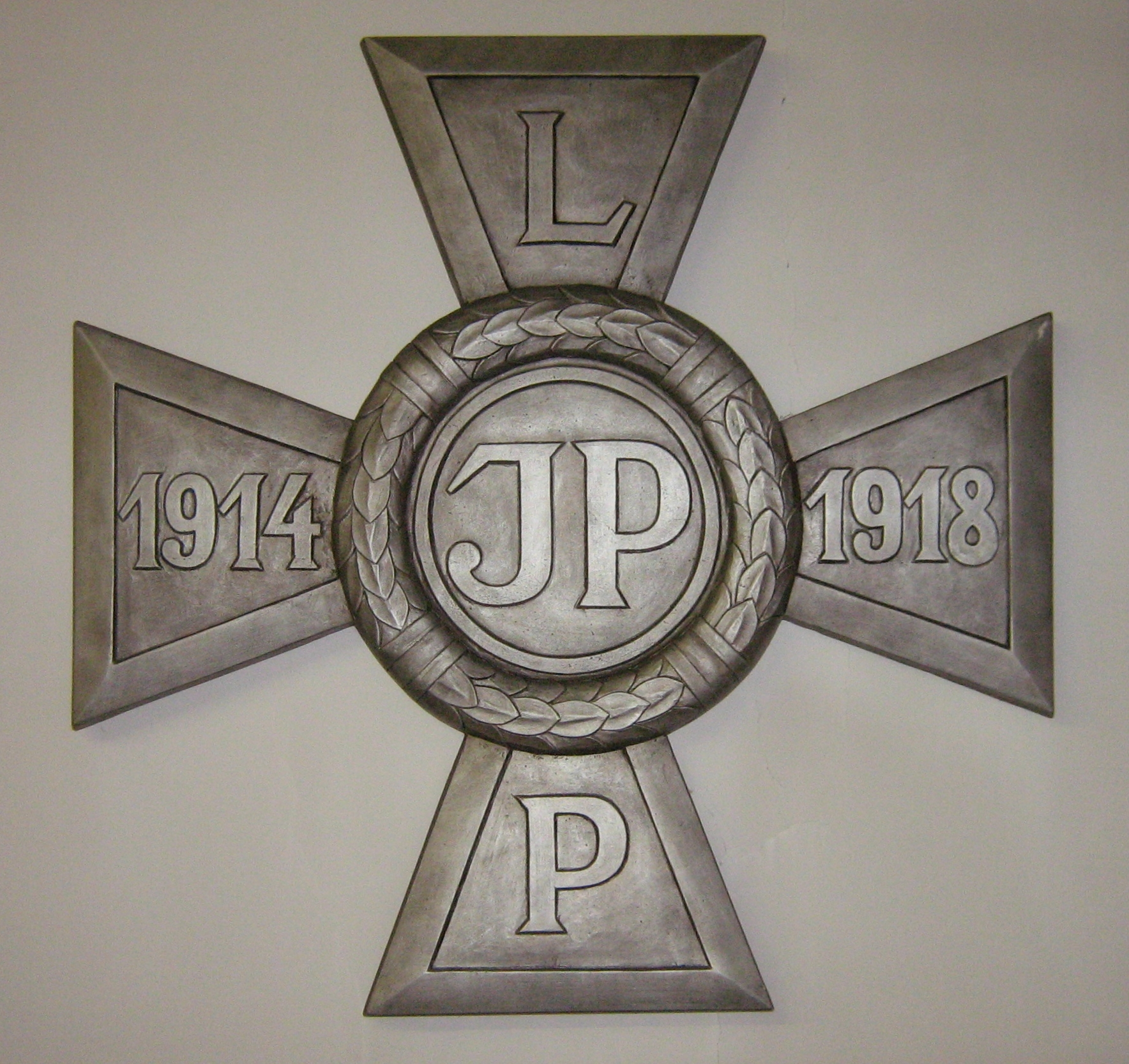
Krzyż Legionowy, odznaka organizacyjna Związku Legionistów Polskich.

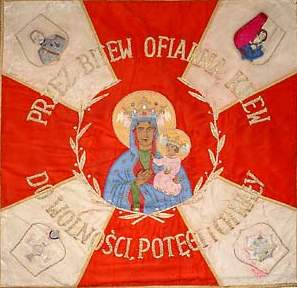
Sztandar Związku Powstańców Śląskich z dewizą: "Przez bitew ofiarną krew - do wolności, potęgi i chwały".

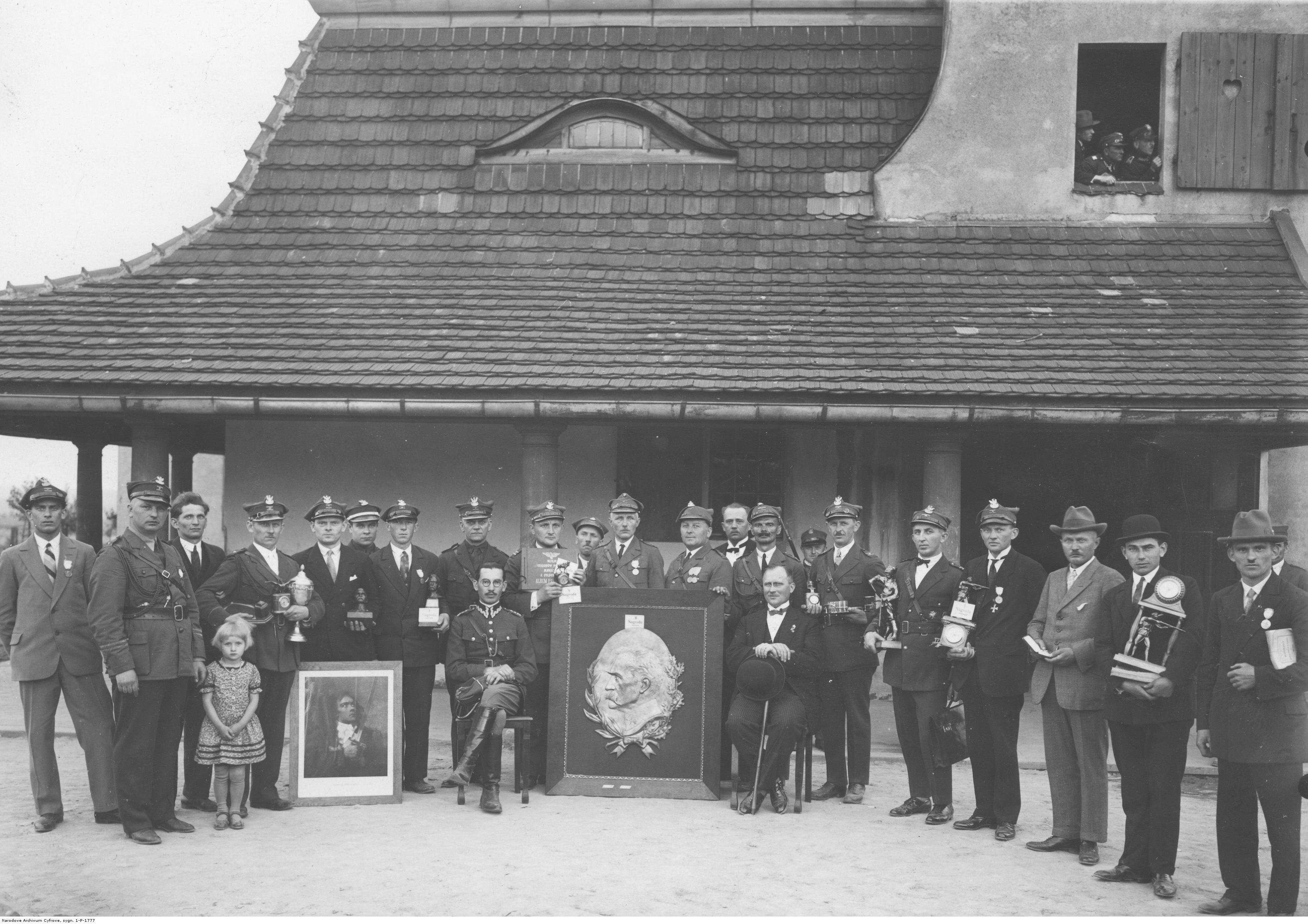
Zawody strzeleckie zorganizowane przez Ogólny Związek Podoficerów Rezerwy RP w Katowicach - uczestnicy z nagrodami

- Związek Oficerów Rezerwy Rzeczypospolitej Polskiej
- Związek Rezerwistów RP
- Ogólny Związek Podoficerów Rezerwy RP
- Związek Legionistów Polskich
- Związek Peowiaków
- Związek Powstańców Śląskich
- Związek Powstańców Wielkopolskich
- Związek Obrońców Lwowa z Listopada 1918 r.
- Związek Inwalidów Wojennych RP
- Legia Inwalidów Wojsk Polskich im. gen. Józefa Sowińskiego
- Związek Ociemniałych Żołnierzy RP
- Związek Osadników
- Związek Kaniowczyków i Żeligowczyków
- Związek Weteranów Powstań Narodowych 1914/19 r.
- Związek Ochotników Legionu Bajończyków
- Legion Śląski
- Związek Sybiraków
- Związek Byłych Uczestników Wojskowej Straży Kolejowej
- Związek Murmańczyków
- Związek Legionistów Puławskich
- Stowarzyszenie Weteranów Byłej Armii Polskiej we Francji
- Związek Uczestników Byłego I Korpusu Wojska Polskiego na Wschodzie
- Związek Powstańców i Wojaków OK VIII
- Związek Byłych Wojskowych Polskich w Belgii
- Związek Towarzystw Marynarzy Rezerwy
- Związek Byłych Ochotników Armii Polskiej
- Stowarzyszenie Obrońców Kresów Wschodnich
- Stowarzyszenie Wzajemnej Pomocy Uczestników Powstania 1863 r.
- Związek Legionistek Polskich
- Związek Byłych Drużynniczek
- Związek Byłych Kurierek
- Stowarzyszenie Peowiaczek
- Stowarzyszenie Strzelczyń 1912/1914 r.
- Związek Oficerów w Stanie Spoczynku
- Związek Oficerów Internowanych w Czasie Wojny Światowej w Obozach Polskich w Niemczech i Austrii
- Związek Byłych Członków Straży Obywatelskiej 1915 r.
- Związek Żydów Uczestników Walk o Niepodległość Polski
- Żeński Fidac

## Legion Rzeczypospolitej Polskiej
- Związek Hallerczyków
- Związek Dowborczyków "Ku Chwale Ojczyzny"
- Związek Uczestników Powstania Wielkopolskiego 1918/19 r.
- Stowarzyszenie Byłych Żołnierzy l Pułku Strzelców Wielkopolskich
- Związek Podoficerów Rezerwy Ziem Zachodnich
- Związek Towarzystwa Powstańców i Wojaków D.O.K. VII
- Związek Powstańców i Byłych Żołnierzy na Śląsku
- Stowarzyszenie Oficerów Przeniesionych w Stan Spoczynku

## Organizacje niezrzeszone
- Związek Byłych Marynarzy
- Związek Legionistów Demokratów RP (Warszawa)
- Związek Obrońców Śląska
- Stowarzyszenie Kościuszkowskie (Śląsk)
- Związek Oficerów WP w Stanie Spoczynku (Lwów)
- Legion Byłych Ochotników Wojsk Polskich